# PSvBG Salzburg
PSV Volleyballgemeinschaft Salzburg est un club autrichien de volley-ball fondé en 2004 et basé à Salzbourg, évoluant pour la saison 2017-2018 en 1. Bundesliga Damen.